# Michał Siess
Michał Siess (ur. 10 maja 1994) – polski szermierz, florecista, olimpijczyk.
Jest synem Cezarego Siessa, olimpijczyka. Michał Siess jest zawodnikiem AZS AWFiS Gdańsk. W Krakowie w 2023 podczas igrzysk europejskich zdobył złoty medal, pokonał w finale Jonasa Winterberga-Poulsena 15:14. W 2024 wystąpił w Paryżu na letnich igrzyskach olimpijskich we florecie indywiduwalnie i drużynowo. W zawodach indywiduwalnych odpadł w 1/16 finału z Alexandrem Choupenitchem i zajął 25. miejsce. W zawodach drużynowych zajął 6. miejsce przegrywając z reprezentantami Chin.